# ورقه (روستا)
 ورقه  به عربی ((به عربی: ورَقَة)  )، روستای کوجکی در عزلهٔ ((به عربی: الأتلاء))، در ناحیه (عنس)، از توابع استان  اِب  در کشور یمن در شبه جزیره عربستان است.  
جمعیت آن  ۲۶۳ نفر (۸  خانوار) می‌باشد.